# Piccadilly line
Piccadilly line er en London Underground-bane, farvet mørkeblå på netværkskortet. Den er den fjerde travleste bane i Underground-netværket set på årligt passagertal med 210.000.000. Den er primært en dybtliggende bane, der løber fra Nord- til Vestlondon via Zone 1, med et antal overjordiske strækninger, primært i de vestlige dele. Af de 53 stationer, som betjenes, er 25 underjordiske. Den er systemets næstlængste bane, kun overgået af Central line. Den betjener mange af Londons største turistattraktioner, inkl. Harrods, Hyde Park, Buckingham Palace, Piccadilly Circus (som den er opkaldt efter), Leicester Square og Covent Garden, så vel som Englands største lufthavn, Heathrow.

## Historie

### Begyndelsen
Piccadilly line begyndte som Great Northern, Piccadilly & Brompton Railway (GNP&BR), en af adskillige jernbaner, der blev kontrolleret af Underground Electric Railways Company of London (UERL), hvis administrerende direktør var Charles Tyson Yerkes, som dog døde før nogen af hans planer blev realiseret.
GNP&BR blev dannet ved en fusion af to tidligere, men ubyggede, tube-jernbaneselskaber, der blev overtaget af Yerkes' konsortium i 1901: Great Northern & Strand Railway (GN&SR) og Brompton & Piccadilly Circus Railway (B&PCR). GN&SR's og B&PCR's separate ruter blev forbundet men en yderligere strækning mellem Piccadilly Circus og Holborn. En del af Metropolitan District Railways plan om en dybtliggende tube-bane mellem South Kensington og Earl's Court blev også tilføjet for at fuldgøre ruten.
Da GNP&BR formelt blev åbnet den 15. december 1906, løb banen fra Great Northern Railways station ved Finsbury Park til District Railway's station ved Hammersmith.
Den 30. november 1907 åbnede den korte afgrening fra Holborn til The Strand (senere omdøbt Aldwych), som var planlagt som den sidste del af GN&SR før sammenlægningen med B&PCR blev realiseret. I 1905 (og igen i 1965) var der planer om at forlænge den, det korte stykke mod syd under Themsen til Waterloo, men dette skete aldrig. Selvom den blev anlagt med tvillingetunneler, blev enkeltsporet shuttledrift normen på grenen fra 1918, med den østlige tunnel lukket for trafik.

### Senere ændringer
Den 1. juli 1910 fusionerede GNP&BR med de andre UERL-ejede tube-jernbaner (Baker Street and Waterloo Railway og Charing Cross, Euston and Hampstead Railway), gennem en privatlov, hvorved de blev til London Electric Railway Company.
Den 10. december 1928 åbnede en ombygget Piccadilly Circus Station. Denne indeholder en højtliggende underjordisk billethal og 11 rulletrapper, der erstattede de oprindelige elevatorer, og var begyndelsen på en betydelig renovering af hele jernbanen, som indebar et omfattende program med stationsforstørrelser, på samme vis som forbedringerne på Piccadilly Circus.

#### Cockfosters-forlængelse
Fra 1920'erne og frem var der betydelig trængsel på banens nordlige endestation, Finsbury Park, hvor rejsende skulle skifte til sporvogne og busser for destinationer i Nord- og Nordøstlondon. Der havde været flere deputationer til parlamentet, som bad om en hurtig forlængelse af banen mod enten Tottenham og Edmonton eller mod Wood Green og Palmers Green. Begyndelsen af 1930'erne var en tid med recession, og for at reducere arbejdsløsheden, stillede regeringen kapital til rådighed. Et af programmets hovedpunkter var en forlængelse mod nord fra Finsbury Park til Cockfosters. Det var også planen at anlægge en station mellem Manor House og Turnpike Lane ved krydset mellem Green Lanes og St Ann's Road i Harringay, men dette blev stoppet af Frank Pick, der mente at bus- og sporvognsbetjeningen på dette sted var tilstrækkelig. Der blev dog anlagt en "ventilationsstation" på stedet, i en arkitektonisk stil som tidens tube-stationer, som er synlig i dag. Der var noget modstand fra London and North Eastern Railway mod banen. Forlængelsen begyndte fra Finsbury Park til et punkt lidt syd for Arnos Grove. Forlængelsens totale længde er 12 km. Det kostede £4 mio. at anlægge og den åbnede i flg. etaper:
- 19. september 1932: til Arnos Grove
- 13. marts 1933: til Enfield West (nu Oakwood), samtidig med den vestlige forlængelse til Hounslow West
- 19. juli 1933: færdiggørelse til Cockfosters

#### Vestlige forlængelser
Beføjelser om forbindelse til de eksisterende spor vest for Hammersmith blev oprindeligt indhentet i 1913. En parlamentarisk rapport fra 1919 foreslog gennemkørsel til Richmond og Ealing. I slutningen af 1920'erne var prioriteten ændret til at betjening af områderne omkring Hounslow og nord og vest for Ealing. Udkommet involverede et overtag af det inderste sæt spor mellem Hammersmith og Acton Town som en nonstop-betjening, mens Metropolitan District Railway ville fortsætte med at køre stoptog på det ydre sæt spor. Anlægget af forbindelsesstrækningen begyndte i 1930, og betjeningen åbnede som følger.
- til Uxbridge: District Railway havde kørt tog til Uxbridge siden 1910. District-betjeningen blev overtaget af Piccadilly line:
  - 4. juli 1932: forlænget fra Hammersmith til South Harrow
  - 23. oktober 1933 (efter dannelsen af London Passenger Transport Board): til Uxbridge
- til Hounslow: banen fra Acton Town blev firsporet til Northfields den 18. december 1932 og Piccadilly line blev forlænget:
  - 9. januar 1933: til Northfields
  - 13. marts 1933: til Hounslow West, samtidig med den østlige forlængelse til Enfield West.

Disse østlige og vestlige forlængelser er bemærkelsesværdige for de nye stationers modernistiske arkitektur, hvor mange af dem er designet af Charles Holden, som var inspireret af eksempler på den modernistiske arkitektur på det europæiske fastland. Denne indflydelse kan ses i de dristige vertikale og horisontale former, der blev kombineret med brugen af traditionelle materialer som mursten. I dag er mange af disse Holden-designede stationer bevaringsværdige.

#### Victoria line
Under planlægningen af Victoria line blev der stillet et forslag om at overdrage Manor House Station til Victoria line, og så anlægge nye "direkte" tunneler fra Finsbury Park til Turnpike Lane Station, og derved sænke rejsetiden ind og ud af det centrale London. Denne idé blev dog skrinlagt grundet de store gener for passagererne, forårsaget af ombygningen, så vel som omkostningerne af de nye tunneler. Alligevel blev Piccadilly line påvirket af anlægget af Victoria line på Finsbury Park. De vestgående tog blev omledt til nye tunneler, for at give cross-platform interchange med Victoria line på perronerne, der tidligere var benyttet af Northern City Line. Dette arbejde blev udført i 1965, og omlægningen blev taget i brug den 3. oktober 1965, tre år før åbningen af Victoria lines første etape.

#### Heathrow-forlængelse
I 1975 åbnede en ny tunnelstrækning til Hatton Cross fra Hounslow West. Hounslow West blev ombygget til tunnelstation. I 1977 blev grenen forlænget til Heathrow Central. Denne station blev omdøbt Heathrow Terminals 1, 2, 3 i 1984, med åbningen af et "en-vejs loop" til betjening af Heathrow Terminal 4, syd for det centrale terminalområde.
Fra 7. januar 2005 til 17. september 2006 var loopet via Heathrow Terminal 4 lukket for at tillade tilknytningen af en stikbane til den nye Heathrow Terminal 5 Station. Alle underground-tog kørte to-vejsdrift indtil Terminals 1, 2 and 3, som igen blev midlertidig endestation. Shuttlebusser betjente Terminal 4 fra Hatton Cross Busterminal. I en kort periode i sommeren 2006 endte banen på Hatton Cross og shuttlebusser kørte også til Terminals 1, 2, 3, mens sporudformningen og tunnelerne blev ændret, for Terminal 5-forbindelsen fra den station. Stationen i Terminal 5 åbnede den 27. marts 2008, samme dag som Terminal 5 åbnede.

### Terrorangrebet i 2005
Den 7. juli 2005 blev et Piccadilly line-tog angrebet af selvmordsbomberen Germaine Lindsay. Eksplosionen skete kl. 08:50 BST, mens toget var mellem King's Cross St. Pancras og Russell Square. Det var en del af et koordineret angreb på Londons transportnetværk, og var synkroniseret med tre øvrige angreb – to på Circle line og et på en bus ved Tavistock Square. En lille højeksplosiv genstand, skjult i en rygsæk, blev benyttet.
Piccadilly line-bomben gav det største antal dødfald, med 26 dræbte personer. Adgangen for redningstjenesterne og evakueringen af befolkningen viste sig at være besværlig, da den er en dybtliggende bane. Dele af banen genåbnede den 8. juli, og fuld betjening var genskabt den 4. august, fire uger efter bomben.

## Infrastruktur

### Rullende materiel
Som stort set alle Underground-linjer er Piccadilly line betjent af en enkelt type rullende materiel, i dette tilfælde 1973-materiellet, i det sædvanlige London Underground-design i blå, hvid og rød. 79 tog ud af en flåde på 86 er nødvendig for at drive banen i myldretiden, og en enhed (166-566-366) blev alvorligt beskadiget ved terrorangrebet d. 7. juli 2005.
Materiellet blev renoveret af Bombardier Transportation mellem 1995 og 2000 Ændringerne indebærer fjernelse af tværgående siddepladser, stropper erstattet med søjler til at fat i, nyt gulvmateriale og en fuldstændig ommaling til London Undergrounds designlinje. På en endnu ikke besluttet fremtidig dato, er det planlagt udskiftet med nyt rullende materiel, foreløbigt kaldet "Evo".
Banen var tidligere betjent af 1959-materiel, 1956-materiel, 1938-materiel, Standard-materiel og 1906-materiel.
Banen har to depoter, ved Northfieldskort 55 og Cockfosters.kort 54 Der er sidespor på Oakwood, South Harrow, Arnos Grove, Rayners Lane, Down Street, Wood Green, Acton Town, Ruislip og Uxbridge.

### Signaler
Banen kontrolleres fra kontrolcentret på Earl's Court, som tidligere blev delt med District line. Der er behov for omsignalering, og dette arbejde var planlagt til at være udført i 2014, men er blevet udsat af økonomiske årsager.

### Betjeningsmønster
Det nuværende betjeningsmønster udenfor myldretiden er:
6 tog pr. time Cockfosters – Heathrow Terminal 5 (via Terminal 1, 2, 3)
6 tog pr. time Cockfosters – Heathrow Terminal 4 (kører rundt i loopet og betjener Terminal 1, 2, 3)
3 tog pr. time Cockfosters – Uxbridge
3 tog pr. time Cockfosters – Rayners Lane
6 tog pr. time Arnos Grove – Northfields
Sent om aftenen ender tog ofte på Oakwood i stedet for Cockfosters.
Tog standser også på Turnham Green tidligt om morgenen og sent om aftenen, men stanser ikke på denne station i hovedparten af dagen.
Der kører andre betjeninger på nogle tidspunkter, især i begyndelsen og ved slutningen af en driftsdag.

## Stationer
(Sorteret fra øst mod vest.)

### Cockfosters-gren
| Cockfosters-gren         |         |                    | |
| Station                  | Billede | Åbnet              | Yderligere information                                                                                                |
| Cockfosters              |         | 31. juli 1933      | En af de to depoter er beliggende herkort 1                                                                           |
| Oakwood                  |         | 13. marts 1933     | Åbnet som Enfield West. Omdøbt Enfield West (Oakwood) 3. maj 1934. Omdøbt 1. september 1946kort 2                     |
| Southgate                |         | 13. marts 1933     | I dybtliggende tunnelkort 3                                                                                           |
| Arnos Grove              |         | 19. september 1932 | Tog kan ende her. Der er adskillige sidespor til opstabling af togkort 4                                              |
| Tunnelstrækning begynder |         |                    | |
| Bounds Green             |         | 19. september 1932 | kort 5 |
| Wood Green               |         | 19. september 1932 | kort 6 |
| Turnpike Lane            |         | 19. september 1932 | kort 7 |
| Manor House              |         | 19. september 1932 | kort 8 |
| Oprindelig strækning     |         |                    | |
| Finsbury Park            |         | 15. december 1906  | kort 9 |
| Arsenal                  |         | 15. december 1906  | Åbnet som Gillespie Road. Omdøbt Arsenal (Highbury Hill) 31. oktober 1932. Suffixet blev senere droppet i 1960kort 10 |
| Holloway Road            |         | 15. december 1906  | kort 11 |
| Caledonian Road          |         | 15. december 1906  | kort 12 |
| King's Cross St. Pancras |         | 15. december 1906  | Åbnet som King's Cross. Omdøbt King's Cross for St. Pancras 1927. Omdøbt 1933kort 13                                  |
| Russell Square           |         | 15. december 1906  | kort 14 |
| Holborn                  |         | 15. december 1906  | Omdøbt Holborn (Kingsway) 22. maj 1933. Suffixet blev senere droppet.kort 15                                          |
| Covent Garden            |         | 11. april 1907     | kort 16 |
| Leicester Square         |         | 15. december 1906  | kort 17 |
| Piccadilly Circus        |         | 15. december 1906  | kort 18 |
| Green Park               |         | 15. december 1906  | Åbnet som Dover Street. Omdøbt 18. september 1933kort 19                                                              |
| Hyde Park Corner         |         | 15. december 1906  | Ved forstyrrelser kan tog ende her via en transversalkort 20                                                          |
| Knightsbridge            |         | 15. december 1906  | kort 21 |
| South Kensington         |         | 8. januar 1907     | kort 22 |
| Gloucester Road          |         | 15. december 1906  | kort 23 |
| Earl's Court             |         | 15. december 1906  | kort 24 |
| Tunnelstrækning ender    |         |                    | |
| Barons Court             |         | 15. december 1906  | kort 25 |
| Hammersmith              |         | 15. december 1906  | kort 26 |

### Forlængelse til Hounslow og Uxbridge
| Forlængelse til Hounslow og Uxbridge                             |         |                | |
| Station                                                          | Billede | Åbnet          | Yderligere information                                                                                              |
| Turnham Green                                                    |         | 1. januar 1869 | Oprindeligt London and South Western Railway. Betjent af Piccadilly line fra 23. juni 1963kort 27                   |
| Acton Town                                                       |         | 1. juli 1879   | Oprindeligt Metropolitan District Railway, senere District line. Betjent af Piccadilly line fra 4. juli 1932kort 28 |
| Banen deles her i to grene – Heathrow-grenen og Uxbridge-grenen. |         |                | |

### Heathrow-gren
| Fortsætter fra Acton Town |         |                   | |
| Station | Billede | Åbnet             | Yderligere information |
| South Ealing |         | 1. maj 1883       | Oprindeligt Metropolitan District Railway, senere District line. Betjent af Piccadilly line fra 29. april 1935kort 29                                  |
| Northfields |         | 16. april 1908    | Oprindeligt District line. Betjent af Piccadilly line fra 9. januar 1933. Et af de to depoter er beliggende her. Nogle tog ender her.kort 30           |
| Boston Manor |         | 1. maj 1883       | Oprindeligt District line. Betjent af Piccadilly line fra 13. marts 1933kort 31                                                                        |
| Osterley |         | 23. marts 1934    | kort 32 |
| Hounslow East |         | 2. maj 1909       | Åbnet som Hounslow Town af District line. Omdøbt 1. december 1925. Betjent af Piccadilly line fra 13. marts 1933kort 33                                |
| Hounslow Central |         | 1. april 1886     | Åbnet som Heston-Hounslow af District line. Omdøbt 1. december 1925. Betjent af Piccadilly line fra 13. marts 1933kort 34                              |
| Tunnelstrækning begynder |         |                   | |
| Hounslow West |         | 21. juli 1884     | Åbnet som Hounslow Barracks af District line. Omdøbt 1. december 1925. Betjent af Piccadilly line fra 13. marts 1933. Genplaceret 19. juli 1975kort 35 |
| Hatton Cross |         | 19. juli 1975     | kort 36 |
| Heathrow Terminal 4 |         | 12. april 1986    | kort 37 |
| Heathrow Terminals 1, 2, 3 |         | 16. december 1977 | Åbnet som Heathrow Central. Omdøbt Heathrow Central Terminals 1, 2, 3 den 3. september 1983. Omdøbt 12 April 1986kort 38                               |
| Heathrow Terminal 5 |         | 27. marts 2008    | kort 39 |
| Lige efter Heathrow Terminals 1, 2, 3 Station fortsætter banen ind på en ny strækning til Heathrow Terminal 5 Station, som åbnede i marts 2008. Halvdelen af alle Heathrow-tog benytter loopet og betjener Terminal 4 og den anden halvdel undlader Terminal 4 og betjener Terminal 5. |         |                   | |

### Uxbridge-gren
| Fortsætter fra Acton Town           |         |                   | |
| Station                             | Billede | Åbnet             | Yderligere information |
| Ealing Common                       |         | 1. juli 1879      | Oprindeligt District line. Betjent af Piccadilly line fra 4. juli 1932kort 40 |
| North Ealing                        |         | 23. juni 1903     | Oprindeligt District line. Betjent af Piccadilly line fra 4. juli 1932kort 41 |
| Park Royal                          |         | 6. juli 1931      | Oprindeligt District line. Betjent af Piccadilly line fra 4. juli 1932. Omdøbt Park Royal (Hanger Hill) 1. marts 1936. Omdøbt 1947kort 42                                                                                  |
| Alperton                            |         | 28. juni 1903     | Åbnet som Perivale-Alperton af District line. Omdøbt 7. oktober 1910. Betjent af Piccadilly line fra 4. juli 1932kort 43                                                                                                   |
| Sudbury Town                        |         | 28. juni 1903     | Oprindeligt District line. Betjent af Piccadilly line fra 4. juli 1932kort 44 |
| Sudbury Hill ( Sudbury Hill Harrow) |         | 28. juni 1903     | Oprindeligt District line. Betjent af Piccadilly line fra 4. juli 1932kort 45 |
| South Harrow                        |         | 28. juni 1903     | Oprindeligt District line. Betjent af Piccadilly line fra 4. juli 1932. Lukket ved flytning 4. juli 1935. Genåbnet 5. juli 1935kort 46                                                                                     |
| Rayners Lane                        |         | 1. marts 1910     | Oprindeligt District line. Betjent af Piccadilly line fra 23. oktober 1933. Herfra deler Uxbridge-tog spor med Metropolitan line. Nogle tog ender herkort 47                                                               |
| Eastcote                            |         | 1. marts 1910     | Oprindeligt District line. Betjent af Piccadilly line fra 23. oktober 1933kort 48 |
| Ruislip Manor                       |         | 5. august 1912    | Oprindeligt District line. Betjent af Piccadilly line fra 23. oktober 1933kort 49 |
| Ruislip                             |         | 1. marts 1910     | Oprindeligt District line. Betjent af Piccadilly line fra 23. oktober 1933. Nogle tog ender her i myldretiden mandag-fredagkort 50                                                                                         |
| Ickenham                            |         | 1. marts 1910     | Oprindeligt District line. Betjent af Piccadilly line fra 23. oktober 1933kort 51 |
| Hillingdon                          |         | 10. december 1923 | Oprindeligt District line. Betjent af Piccadilly line fra 23. oktober 1933. Omdøbt Hillingdon (Swakeleys) April 1934. Suffixet blev senere droppet. Lukket ved flytning 5. december 1992. Genåbnet 6. december 1992kort 52 |
| Uxbridge                            |         | 1. marts 1910     | Endestation. Oprindeligt District line. Betjent af Piccadilly line fra 23. oktober 1933. Lukket ved flytning 3. december 1938. Genåbnet 4. december 1938kort 53                                                            |

## Lukkede stationer
- Aldwych åbnede 30. november 1907 som Strand Station. Det var for enden af en afgrening fra hovedbanen ved Holborn. Om aften kørte gennemkørende "teatertog" mod nord indtil 1910. Fra 1917 var den kun betjent af en shuttle fra Holborn. Samme år blev den omdøbt til Aldwych, da Charing Cross på Northern line blev omdøbt Strand. Den var midlertidig lukket i 1940 og gennem 2. verdenskrig for at blive benyttet som beskyttelsesbunker. Den genåbnede i 1946. Muligheden for forlængelse af grenen til Waterloo blev diskuteret, men det blev aldrig vedtaget.[9] Aldwych lukket endeligt 30. september 1994. Omfanget af anvendelsen vurderes at være for lavt til at berettige de anslåede udgifter på £1 million til en fuldstændig udskiftning af elevatorerne. Stationen bliver ofte benyttet af filmskabere.
- Brompton Road åbnet 15. december 1906. Lukket 30. juli 1934. Lå mellem Knightsbridge og South Kensington.
- Down Street åbnet 15. december 1906. Lukket 21. maj 1932. Lå mellem Green Park og Hyde Park Corner.
- Osterley & Spring Grove betjent fra 13. marts 1933. Lukket 24. marts 1934. Lå mellem Boston Manor og Hounslow East. Den blev erstattet af Osterley.
- Park Royal & Twyford Abbey åbnet 23. juni 1903. Lukket 5. juli 1931. Selvom Piccadilly lines nuværende rute går tæt forbi den nuværende Park Royal Station, er den aldrig blevet betjent af Piccadilly line-tog. Den blev åbnet af District line, den oprindelige operatør mellem Ealing Common og South Harrow, og lukkede og blev erstattet af den nuværende Park Royal Station før Piccadilly line begyndte at køre togene til South Harrow i 1932.
- York Road åbnet 15. december 1906. Lukket 19. september 1932. Lå mellem King's Cross St. Pancras og Caledonian Road. Det har været foreslået[10] at genåbne denne station, for at betjene udviklingerne på det nærliggende Kings Cross baneterræn, men denne idé bliver ikke fuldført i øjeblikket. Vejen, som stationen betjente, "York Road", er siden blevet omdøbt til "York Way".

## Fremtidige opgraderinger
Piccadilly line skal opgraderes på et endnu ikke fastsat tidspunkt. Dette vil involvere nye tog så vel som nye signaler, hvilket vil forøge banens kapacitet med ca. 24 % og reducere rejsetiderne med en femtedel. Buddene på det nye rullende materiel blev oprindeligt indgivet i 2008. Efter Transport for Londons overtagelse af Tube Lines i juni 2010 er denne ordre dog blevet annulleret og opgraderingen udskudt.
LUL har inviteret Alstom, Bombardier og Siemens til at udvikle et nyt koncept af lette, energibesparende, delvist leddelte tog til de dybtliggende baner, foreløbigt kaldet "Evo" (for "evolution"). Indtil videre har kun Siemens offentliggjort et skitsedesign, der indebærer air condition og batteridrivkraft, hvorved toget kan køre videre til den næste station hvis tredje- og fjerdeskinnen mister strøm. Den vil have et lavere gulv og 11 % højere passagerkapacitet end det nuværende tube-materiel.
Der vil spares 30 tons vægt, og togene vil være 17 % mere energibesparende inkl. air conditioning eller 30 % mere energibesparende uden det. Intentionen er, at de nye tog på et tidspunkt vil kunne køre på Bakerloo, Central, Piccadilly og Waterloo & City lines.
Der er også forslag, hovedsageligt af Slough Byråd om forlængelse af banen mod Staines Station fra Heathrow Terminal 5 Station. En række linjeføringer har været foreslået, og den primære passerer meget tæt på, men standser ikke ved Windsor.

## Kort
| - ↑kort 1Cockfosters – 51°39′06″N 000°08′56″V / 51.65167°N 0.14889°V - ↑kort 2Oakwood – 51°38′51″N 000°07′54″V / 51.64750°N 0.13167°V - ↑kort 3Southgate – 51°37′57″N 000°07′41″V / 51.63250°N 0.12806°V - ↑kort 4Arnos Grove – 51°36′59″N 000°08′01″V / 51.61639°N 0.13361°V - ↑kort 5Bounds Green – 51°36′25″N 000°07′27″V / 51.60694°N 0.12417°V - ↑kort 6Wood Green – 51°35′49″N 000°06′36″V / 51.59694°N 0.11000°V - ↑kort 7Turnpike Lane – 51°35′25″N 000°06′10″V / 51.59028°N 0.10278°V - ↑kort 8Manor House – 51°34′15″N 000°05′46″V / 51.57083°N 0.09611°V - ↑kort 9Finsbury Park – 51°33′53″N 000°06′23″V / 51.56472°N 0.10639°V - ↑kort 10Arsenal – 51°33′31″N 000°06′21″V / 51.55861°N 0.10583°V - ↑kort 11Holloway Road – 51°33′11″N 000°06′43″V / 51.55306°N 0.11194°V - ↑kort 12Caledonian Road – 51°32′54″N 000°07′07″V / 51.54833°N 0.11861°V - ↑kort 13King's Cross St. Pancras – 51°31′49″N 000°07′27″V / 51.53028°N 0.12417°V - ↑kort 14Russell Square – 51°31′23″N 000°07′28″V / 51.52306°N 0.12444°V - ↑kort 15Holborn – 51°31′03″N 000°07′12″V / 51.51750°N 0.12000°V - ↑kort 16Covent Garden – 51°30′47″N 000°07′27″V / 51.51306°N 0.12417°V - ↑kort 17Leicester Square – 51°30′41″N 000°07′41″V / 51.51139°N 0.12806°V - ↑kort 18Piccadilly Circus – 51°30′36″N 000°08′02″V / 51.51000°N 0.13389°V - ↑kort 19Green Park – 51°30′24″N 000°08′34″V / 51.50667°N 0.14278°V - ↑kort 20Hyde Park Corner – 51°30′10″N 000°09′10″V / 51.50278°N 0.15278°V - ↑kort 21Knightsbridge – 51°30′06″N 000°09′39″V / 51.50167°N 0.16083°V - ↑kort 22South Kensington – 51°29′39″N 000°10′26″V / 51.49417°N 0.17389°V - ↑kort 23Gloucester Road – 51°29′41″N 000°10′59″V / 51.49472°N 0.18306°V - ↑kort 24Earl's Court – 51°29′29″N 000°11′41″V / 51.49139°N 0.19472°V - ↑kort 25Barons Court – 51°29′26″N 000°12′49″V / 51.49056°N 0.21361°V - ↑kort 26Hammersmith – 51°29′39″N 000°13′30″V / 51.49417°N 0.22500°V - ↑kort 27Turnham Green – 51°29′43″N 000°15′18″V / 51.49528°N 0.25500°V - ↑kort 28Acton Town – 51°30′10″N 000°16′48″V / 51.50278°N 0.28000°V | - ↑kort 29South Ealing – 51°30′04″N 000°18′26″V / 51.50111°N 0.30722°V - ↑kort 30Northfields – 51°29′58″N 000°18′51″V / 51.49944°N 0.31417°V - ↑kort 31Boston Manor – 51°29′45″N 000°19′30″V / 51.49583°N 0.32500°V - ↑kort 32Osterley – 51°28′53″N 000°21′08″V / 51.48139°N 0.35222°V - ↑kort 33Hounslow East – 51°28′23″N 000°21′23″V / 51.47306°N 0.35639°V - ↑kort 34Hounslow Central – 51°28′17″N 000°21′59″V / 51.47139°N 0.36639°V - ↑kort 35Hounslow West – 51°28′25″N 000°23′08″V / 51.47361°N 0.38556°V - ↑kort 36Hatton Cross – 51°28′01″N 000°25′24″V / 51.46694°N 0.42333°V - ↑kort 37Heathrow Terminal 4 – 51°27′32″N 000°26′46″V / 51.45889°N 0.44611°V - ↑kort 38Heathrow Terminals 1, 2, 3 – 51°28′16″N 000°27′07″V / 51.47111°N 0.45194°V - ↑kort 39Heathrow Terminal 5 – 51°28′20″N 000°29′17″V / 51.47222°N 0.48806°V - ↑kort 40Ealing Common – 51°30′37″N 000°17′17″V / 51.51028°N 0.28806°V - ↑kort 41North Ealing – 51°31′03″N 000°17′19″V / 51.51750°N 0.28861°V - ↑kort 42Park Royal – 51°31′37″N 000°17′03″V / 51.52694°N 0.28417°V - ↑kort 43Alperton – 51°32′27″N 000°17′59″V / 51.54083°N 0.29972°V - ↑kort 44Sudbury Town – 51°33′03″N 000°18′56″V / 51.55083°N 0.31556°V - ↑kort 45Sudbury Hill – 51°33′25″N 000°20′11″V / 51.55694°N 0.33639°V - ↑kort 46South Harrow – 51°33′53″N 000°21′08″V / 51.56472°N 0.35222°V - ↑kort 47Rayners Lane – 51°34′31″N 000°22′17″V / 51.57528°N 0.37139°V - ↑kort 48Eastcote – 51°34′36″N 000°23′49″V / 51.57667°N 0.39694°V - ↑kort 49Ruislip Manor – 51°34′24″N 000°24′45″V / 51.57333°N 0.41250°V - ↑kort 50Ruislip – 51°34′17″N 000°25′16″V / 51.57139°N 0.42111°V - ↑kort 51Ickenham – 51°33′43″N 000°26′31″V / 51.56194°N 0.44194°V - ↑kort 52Hillingdon – 51°33′14″N 000°27′00″V / 51.55389°N 0.45000°V - ↑kort 53Uxbridge – 51°32′45″N 000°28′42″V / 51.54583°N 0.47833°V - ↑kort 54Cockfosters Depot – 51°38′56″N 000°08′25″V / 51.64889°N 0.14028°V - ↑kort 55Northfields Depot – 51°29′50″N 000°19′14″V / 51.49722°N 0.32056°V |